# Adam Wrede
Adam Wrede (* 12. April 1875 in Düsseldorf; † 21. Dezember 1960 in Köln) war ein deutscher Philologe, Sprachwissenschaftler und Volkskundler. Er wurde durch sein Werk Neuer kölnischer Sprachschatz bekannt.

## Leben und Werk

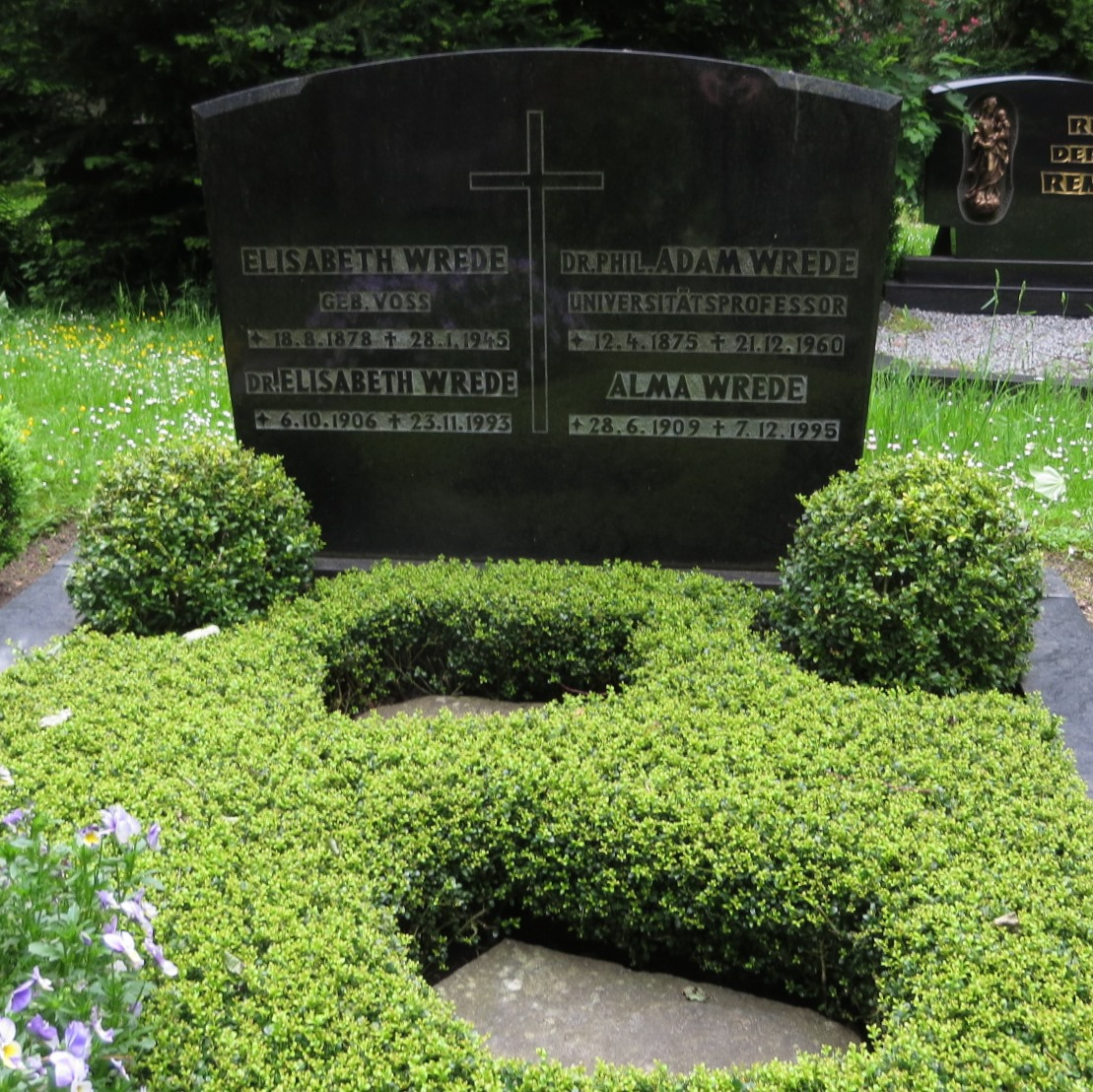
Grab der Familie Wrede auf dem Kölner Friedhof Melaten

Adam Wrede studierte in Bonn und Münster Geschichte, Germanistik, Philologie und Geografie und wurde 1905 mit einer Dissertation über die Kölner Bauerbänke in Tübingen zum Dr. phil. promoviert. Während seines Studiums wurde er 1896 Mitglied der KDStV Novesia Bonn und der KDStV Rappoltstein (Straßburg) Köln. Von 1903 bis 1927 unterrichtete er als Oberlehrer bzw. Studienrat am Schillergymnasium in Köln. 1915 habilitierte er sich mit der Arbeit Südniederländische Einflüsse auf die Kölner Schriftsprache an der Kölner Handelshochschule. Er erhielt die Venia legendi für Deutsche Sprache und Kulturgeschichte, lehrte anschließend als Privatdozent an der Handelshochschule und wurde 1919 an die neugegründete Kölner Universität übernommen. Im Dezember 1921 ernannte ihn die Universität zum Honorarprofessor an der Philosophischen Fakultät. Die Einrichtung eines eigenen Lehrstuhls für Rheinische Volkskunde, in der Folgezeit von Wrede wiederholt vorgeschlagen, gelang ihm jedoch nicht.
Wrede war seit April 1933 Mitglied der NSDAP und bemühte sich, seine Nähe zur NS-Weltanschauung in der akademischen Lehre wie auch in seinen Publikationen zu betonen, so z. B. in dem 1936 erschienenen Band Deutsche Volkskunde auf germanischer Grundlage. 1941 wurde er emeritiert.
Wrede starb 1960 im Alter von 85 Jahren. Seine Grabstätte befindet sich auf dem Kölner Melaten-Friedhof (Flur 79).

### HandbuchNeuer kölnischer Sprachschatz
Wrede wurde durch sein dreibändiges, erstmals 1956/58 erschienenes und immer wieder neu aufgelegtes Werk Neuer kölnischer Sprachschatz bekannt, das bereits vor dem Zweiten Weltkrieg druckfertig vorlag und bei der Zerstörung von Wredes Haus 1942 zum größten Teil gerettet werden konnte. Auf 1103 Seiten sind dort kölsche Vokabeln, Ausdrücke, Redewendungen und Redensarten aufgezeichnet. Wredes dazugestellte Erläuterungen zu historischen Gebäuden, Straßen und Vorkommnissen in der Geschichte Kölns beschränken sich nicht nur auf den sprachlichen Wandel eines Begriffs, sondern erwähnen zum Beispiel auch eventuelle bauliche Veränderungen oder führen Namen ehemaliger Kölner Stadtviertel an, die heute in Vergessenheit geraten sind. So ist sein Werk nicht nur als Lexikon der kölschen Sprache zu sehen, sondern kann auch als Quelle historischer Begebenheiten dienen.
Wrede reiht in seinem Werk nicht nur Wörter und deren Übersetzung aneinander, er verbindet Geschichte und Sprache. Die Herkunft der einzelnen Begriffe ist Wrede wichtig. Von der mittelalterlichen oftmals lateinischen Form eines Wortes über die altniederdeutsche Sprache, altkölnische Ausdrucksweisen und französische Benennungen in der napoleonischen Zeit Kölns bis hin zur Namensform unserer Tage wird die „Vita“ eines Begriffs aufgezeigt. Sogar umfangreiche biografische Angaben zu stadtbekannten Figuren, den sogenannten Kölschen Originalen, fehlen nicht. Dieses Kompendium in drei Bänden ist unter den Wörterbüchern der kölschen Sprache das umfangreichste und wurde oft verkauft. Auch Konrad Adenauer gehörte zu Wredes Lesern.

### Wredes Forschungen zum „Altkölnischen Wortschatz“
Wrede verwies in seinem Werk immer wieder auf seine Forschungen zum Altkölnischen, die druckreif (seit 1914 mit Nachträgen bis 1954) vorlagen. Er starb jedoch vor einem geplanten Erscheinen der Bände. Die Existenz und der Verbleib der Unterlagen war lange unbekannt, bis sie von Stefan Winter, einem Patholinguisten der Universität Köln, im Historischen Archiv der Stadt Köln entdeckt wurden. Dort lagerten circa 28.000 Zettel mit Forschungen zum Kölner Sprachschatz von der reichsstädtischen Zeit bis zum Ende der „Franzosenzeit“. Sie waren zu geringen Teilen durch Kriegseinwirkungen beschädigt. Auch Winter, der 2006 starb, war es nicht vergönnt, dieses Werk mit Unterstützung der Akademie för uns kölsche Sproch zu veröffentlichen. Nach dem Einsturz des Kölner Archivgebäudes 2009 waren der Verbleib und der Zustand der Originalzettel zunächst ungeklärt. Gegen Ende 2014 teilte die Digitalisierungs- und Restaurierungsstelle des Stadtarchivs auf Anfrage mit, einen Teil der Zettel „in einem verunordneten Zustand“ wiedergefunden zu haben. Eine Digitalisierung werde aufwändiger sein und in absehbarer Zeit nicht stattfinden können.

## Ehrungen
Im Kölner Stadtteil Nippes nahe am Botanischen Garten ist die Adam-Wrede-Straße nach ihm benannt.

## Schriften
- Das Klostergut Sülz bei Köln (= Beilage zum Jahresberichte des Schiller-Gymnasiums zu Köln-Ehrenfeld. Schuljahr 1908–1909, ZDB-ID 1061916-1). Muench'sche Druckerei und Verlagsanstalt, Köln-Ehrenfeld 1909. (online)
- Rheinische Volkskunde. Quelle und Meyer, Heidelberg 1919. (2., verbesserte und vermehrte Auflage. ebenda 1922; Unveränderter Nachdruck der Auflage. von 1922. Weidlich, Frankfurt am Main 1979, ISBN 3-8035-1047-3)
- Eifeler Volkskunde (= Aus Natur und Kultur der Eifel. 3/4, ZDB-ID 742386-x). Verlag des Eifelvereins, Bonn 1922. (mehrere Auflagen)
- Deutsche Volkskunde auf germanischer Grundlage. Zickfeldt, Osterwieck/Harz u. a. Berlin 1936, (2., wesentlich umgearbeitete und erweiterte Auflage. ebenda 1938)
- Neuer kölnischer Sprachschatz. Greven, Köln 1956–1958. (zahlreiche Auflagen)
  - Band 1: A – J. 1956.
  - Band 2: K – R. 1958.
  - Band 3: S – Z. Mit Anhang: Altkölnisch-Kölnisch-Ripuarisch. Suchhilfe. 1958.

## Belege
1. 1 2  Eduard Prüssen (Linolschnitte), Werner Schäfke und Günter Henne (Texte): Kölner Köpfe. 1. Auflage. Univ.- und Stadtbibliothek, Köln 2010, ISBN 978-3-931596-53-8, S. 100–101.
2. ↑  Gesamtverzeichnis des C.V. 1925, S. 75.
3. ↑  Michael Löffelsender: Möglichkeiten und Grenzen eines nationalsozialistischen Modefachs. Deutsche Volkskunde an der Universität Köln 1919–1945. In: Geschichte im Westen 23 (2008), S. 89–117, hier S. 95.
4. ↑  Michael Löffelsender: Möglichkeiten und Grenzen eines nationalsozialistischen Modefachs. Deutsche Volkskunde an der Universität Köln 1919–1945. In: Geschichte im Westen 23 (2008), S. 89–117, hier S. 96–99.
5. ↑  Michael Löffelsender: Möglichkeiten und Grenzen eines nationalsozialistischen Modefachs. Deutsche Volkskunde an der Universität Köln 1919–1945. In: Geschichte im Westen 23 (2008), S. 89–117, hier S. 104ff.
6. ↑  Museum Konrad-Adenauer-Haus in Rhöndorf
7. ↑  Hinweise zur Vorbereitung einer Veröffentlichung (Memento vom 10. Januar 2014 im Internet Archive) auf der Website der „Akademie für uns Kölsche Sproch“ (Stand Mai 2010)
8. ↑  E-Mail vom 25. November 2014